# Tony Yike Yang
Tony Yike Yang, né le 7 décembre 1998, est un pianiste canadien d'origine chinoise.

## Biographie
Yang est né le 7 décembre 1998 à Chongqing, en Chine de parents chinois. Lui et ses parents ont immigré à Toronto en 2004. Il a commencé ses études de piano à l'âge de 5 ans avec sa mère comme première professeure.
Yang a remporté le cinquième prix du 17e Concours international de piano Frédéric-Chopin en 2015 à l'âge de 16 ans, plus jeune lauréat du concours. Il a également été le premier lauréat du prix du Concours international Thomas & Evon Cooper et le Concours junior international de piano Bösendorfer et Yamaha USASU. Il a également été récompensé par des premiers prix à de nombreuses autres compétitions comme le Concours international de jeunes artistes de piano Hilton Head, le Concours de piano international junior Gina Bachauer et le Concours Chopin du Canadien National tout en y étant le plus jeune concurrent.
Il a joué partout au Canada et aux États-Unis, tout en faisant des apparitions en Europe et en Asie. Il a joué devant la duchesse de Cornouailles, devant le ministre canadien Stephen Harper et devant le président polonais Andrzej Duda.
Il a aussi joué avec l'Orchestre de Cleveland, l'Orchestre philharmonique de Varsovie, l'Orchestre Métropolitain, l'Orchestre symphonique de Fort Worth (en), l'Orchestre symphonique de Hunan, l'Orchestre symphonique Hilton Head, l'Orchestre symphonique d'Ottawa, l'Orchestre symphonique d'Edmonton (en), l'Orchestre symphonique de Saskatoon (en), la « Toronto Sinfonietta » , l'Orchestre du Festival de Toronto et au Conservatoire royal de musique de Toronto. En outre, il a également fait des apparitions aux festivals internationaux de musique suivants : Chopin and his Europe, Festival international de piano de Shanghai, Académie Oberlin - Lac de Côme, Festival de Lanaudière, Festival de musique d'été de Stratford (en), Festival canadien Chopin, Bravo Niagara, Musique Wintergreen et Festival international de musique de Niagara.
Il a été présenté dans de nombreuses émissions de télévision, y compris la série Génération d'inspiration sur le réseau de télévision Global, où il a été sélectionné comme l'un des six jeunes Canadiens exceptionnels, démontrant le talent et l'excellence des Canadiens. Il a été nommé aux jeunes artistes de l'année 2016 de CBC Music et a également été présenté comme l'un de leurs 25 meilleurs musiciens canadiens de moins de 25 ans.

### Vie personnelle
Yang demeure à Toronto au Canada. Il est diplômé de l'Académie des arts Cardinal Carter. Il est actuellement élève à l'Université Harvard et au Conservatoire de musique de la Nouvelle-Angleterre, où il étudie avec Kyung Wha Byun. Dans le passé, Yang a également étudié à la Juilliard School à New York.

## Récompenses
- Quinzième Concours international de piano Van-Cliburn : jury d'attribution discrétionnaire (2017)
- XVII Concours international de piano Frédéric-Chopin : 5e prix (2015)
- Premier Concours junior international de Piano Cliburn : jury d'attribution discrétionnaire (2015)
- Concours Chopin du Canadien National : 2e prix, Prix de la meilleure performance de mazurkas (2014)
- Concours international Thomas & Evon Cooper : 1er prix (2014)[3]
- Concours international de piano Hilton Head pour les jeunes artistes : 3e prix (2013)
- Concours junior international de piano Bösendorfer et Yamaha USASU : 1er prix (2013)
- Concours international de piano junior Gina Bachauer : 2e prix (2012)
- Concours de musique canadienne : 1er prix (2009 et 2011).

## Discographie
- 2016 : Tony Yike Yang, Chopin : Sonate en si mineur / Ballade en fa mineur / Mazurkas.